# Gálata moribundo
O gaulês moribundo, também denominado gálata moribundo, é uma cópia romana de mármore de uma escultura helenística hoje perdida, provavelmente feita em bronze. Acredita-se que a estátua original tenha sido encomendada entre 230 e 220 a.C. por Átalo I de Pérgamo para celebrar sua vitória sobre os gálatas, povos de origem celta ou gaulesa que invadiram a Anatólia (moderna Turquia) no período.
A identidade do escultor original é desconhecida, mas foi sugerido que Epígono, escultor da corte da dinastia atálida tenha sido o criador da obra. Até o começo do século XX, no entanto, a estátua era conhecida como O gladiador moribundo, a partir da interpretação de que representaria um gladiador ferido em um anfiteatro romano. Alguns estudiosos haviam identificado a estátua como um gaulês ou gálata já na metade do século XIX, mas muitas décadas se passaram até que a nova interpretação ganhasse aceitação geral.

## Descrição

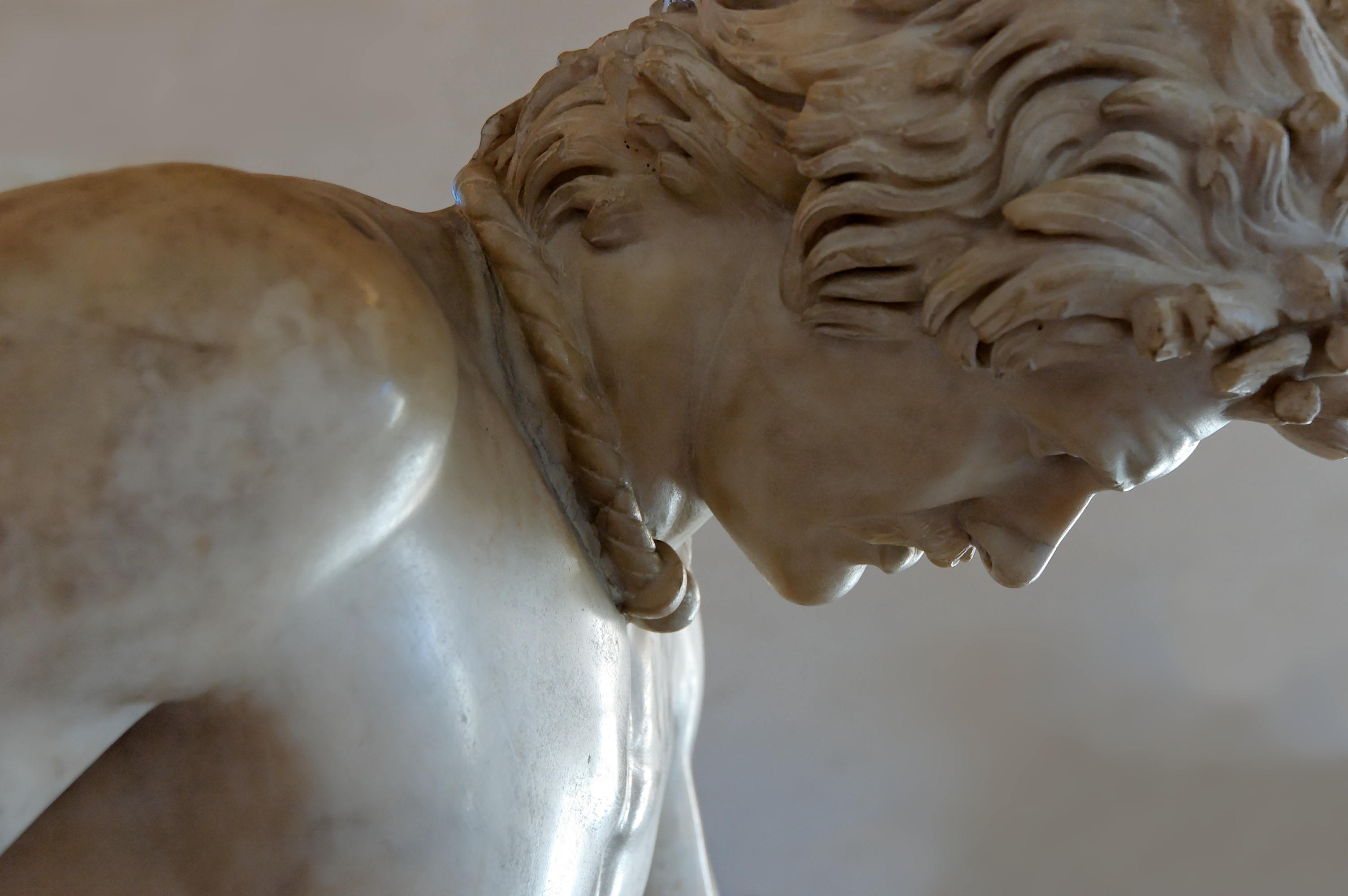
Detalhe mostrando o torque

A estátua de mármore branco - que pode ter sido originalmente pintada - representa um celta caído, em uma pose de grande realismo e pathos, especialmente em relação à face. É possível ver uma perfuração por espada sangrando a partir do seu peito, à direita. A figura é representada como um guerreiro celta nu, com penteado e bigode característicos, que usa um torque no pescoço. Ele está sentado sobre seu próprio escudo, com sua espada, cinto e um corno (pequena trompa) ao seu lado. O cabo da espada é decorado com a cabeça de um leão. A base atual foi adicionada à peça depois de sua redescoberta, no século XVII.
O historiador da arte H. W. Janson assim descreve a estátua:
Contudo, sentimos alguma coisa mais, uma qualidade animal que nunca pertencera à imagem grega do Homem. A morte, tal como a presenciamos aqui, é um processo físico muito concreto; incapaz de mover as pernas, o Gaulês concentra todas as suas forças declinantes nos braços, como para evitar que um tremendo peso invisível o esmague contra o solo.

## Descoberta e expatriação

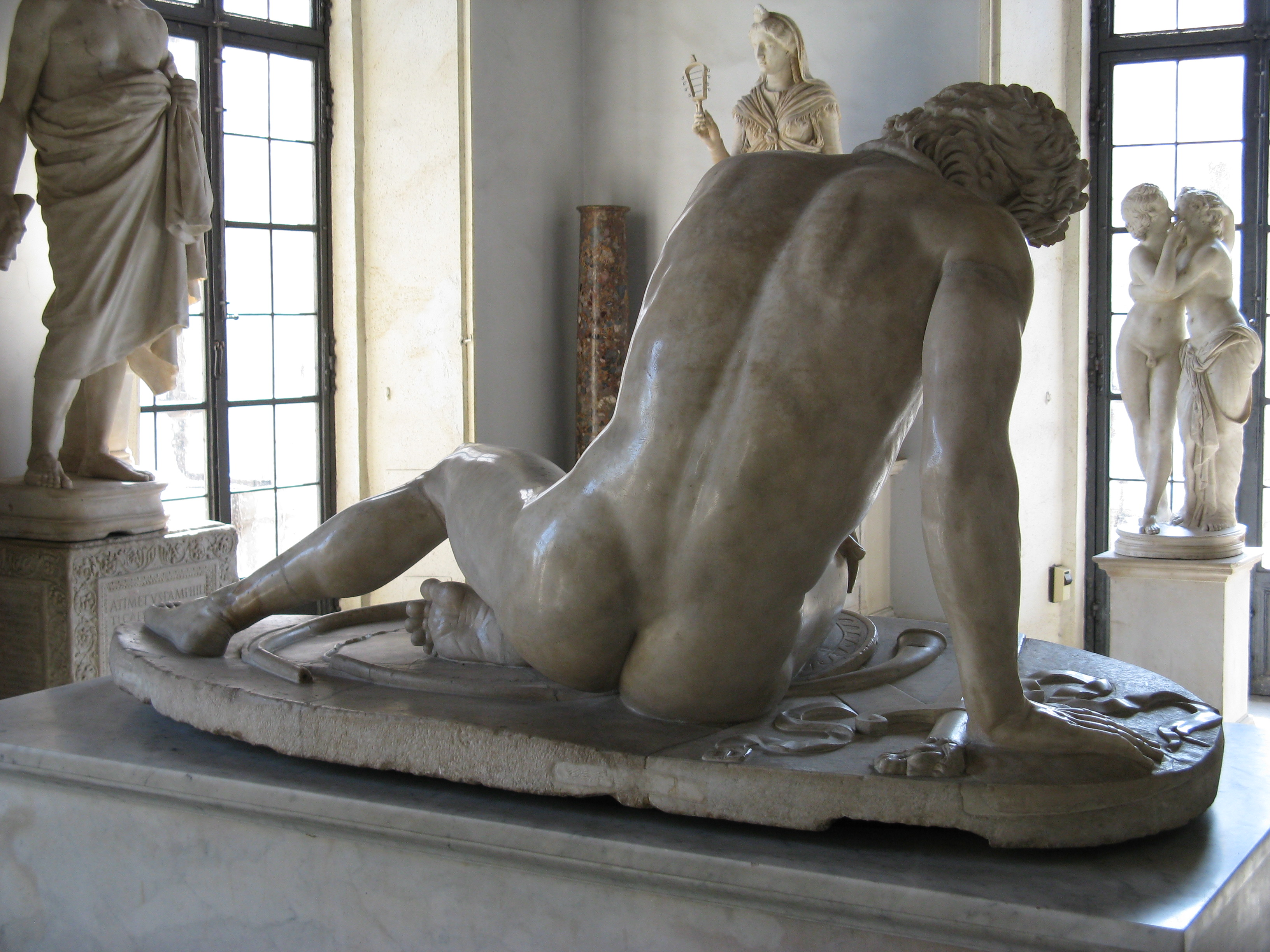
Verso da escultura

Acredita-se que a descoberta do gaulês moribundo tenha se dado no início do século XVII, durante as escavações para as fundações da Villa Ludovisi, na época situada no subúrbio de Roma. A estátua foi citada pela primeira vez em um inventário de 1623 das coleções da poderosa família Ludovisi. A villa foi construída na área dos antigos Jardins de Salústio, onde foram encontradas várias outras antiguidades quando a propriedade foi reconstruída, no século XIX. Dentre elas podemos destacar também o Trono Ludovisi e o Gaulês Ludovisi, outra estátua com tema semelhante a esta. Em 1633, a estátua se encontrava no Palazzo Grande dos Ludovisi, na colina do Píncio.
Posteriormente, o papa Clemente XII a adquiriu para as coleções do Museu Capitolino. Sendo uma das antiguidades romanas mais famosas, ela foi levada pelas tropas de Napoleão sob os termos do Tratado de Tolentino, e exibida junto com outras obras de arte italianas no Museu do Louvre até 1816, quando foi devolvida a Roma.

## Retrato dos celtas

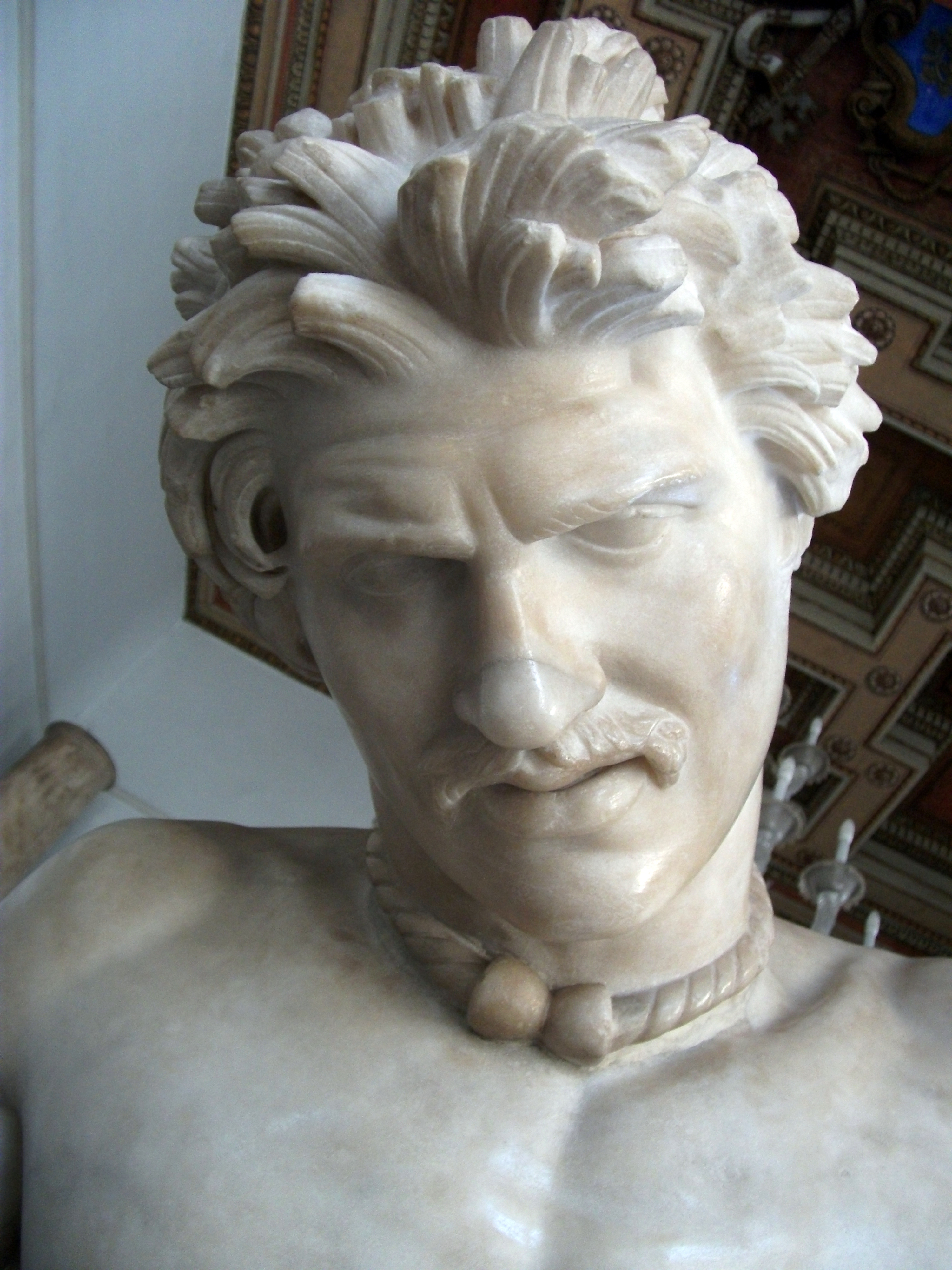
Detalhe mostrando a face e o penteado da escultura

A estátua seria um lugar de memória para lembrar a derrota dos celtas pelo exército atálida, demonstrando a força do vencedor, mas também para registrar a bravura e mérito do adversário derrotado. A estátua também pode apontar evidências para corroborar certas fontes antigas quanto ao estilo da luta nas batalhas - Diodoro Sículo afirmava sobre os guerreiros gauleses que "Alguns usam peitorais em batalha, enquanto outros lutam nus, confiando apenas na proteção que a natureza lhes dá". Políbio escreveu um relato evocativo das táticas gálatas contra os exércitos romanos na Batalha de Talamone, em 225 a.C.:

Os insubres e os boios usavam calças e capas leves, mas os gaesatae, no seu amor pela glória e com seu espírito desafiador, desfizeram-se de suas roupas e tomaram posição nus na frente de todo o exército, usando apenas os seus braços... A visão desses guerreiros nus era um espetáculo terrível, pois eram todos homens de um físico esplêndido e no frescor da juventude.

O historiador romano Tito Lívio registrou que os celtas da Ásia Menor lutavam nus e suas feridas eram facilmente visíveis na brancura de seus corpos. O historiador grego Dionísio de Halicarnasso considerava essa uma tática insensata: "Nossos inimigos lutam nus. Que tipo de ferimento seus longos cabelos, seu olhar feroz e suas armas ressoantes poderiam nos causar? Esses são meros símbolos de fanfarronice bárbara".
A descrição do gálata retratado como nu também pode ter sido uma tentativa de lhe proferir a dignidade da nudez heroica ou patética. Não era incomum para os guerreiros gregos ser também retratados como heróis nus, tal como no exemplo das esculturas do pedimento do templo de Afaia, em Egina. A mensagem transmitida pela escultura, tal como observa H. W. Janson, é de que "eles sabiam como morrer, bárbaros que eram".

## Influência
O gaulês moribundo se tornou uma das obras mais celebradas dentre as que foram preservadas da Antiguidade e foi copiada inúmeras vezes, por ser considerada pelos escultores um modelo clássico de representação de fortes emoções. Há sinais de que tenha sido restaurada, pois a cabeça mostra uma ruptura com o pescoço, embora não se saiba se o reparo foi feito na própria época romana ou após a redescoberta da estátua no século XVII. Quando foi encontrada, sua perna esquerda estava quebrada em três partes, que hoje estão encaixadas através de um pino interno escondido sob a patela do joelho esquerdo. O penteado "espetado" do gaulês é uma reconstituição feita no século XVII do cabelo comprido encontrado em fragmentos junto à peça em sua redescoberta.
Até meados do século XIX, a estátua era comumente associada à representação de um gladiador derrotado, ao invés de um guerreiro gálata. Assim, era conhecida como O gladiador moribundo, O gladiador ferido, Gladiador romano ou O mirmilão moribundo. Também foi chamada de O trompista moribundo, pois um dos objetos espalhados ao seu lado é uma pequena trompa de caça.
A qualidade artística e o pathos expressivo da estátua geraram uma grande admiração entre as elites dos séculos XVII e XVIII, e era uma parada obrigatória no Grand Tour da Europa empreendido pelos jovens ricos da época. Lorde Byron foi um desses admiradores, e comemorou a estátua em seu poema Childe Harold's Pilgrimage:

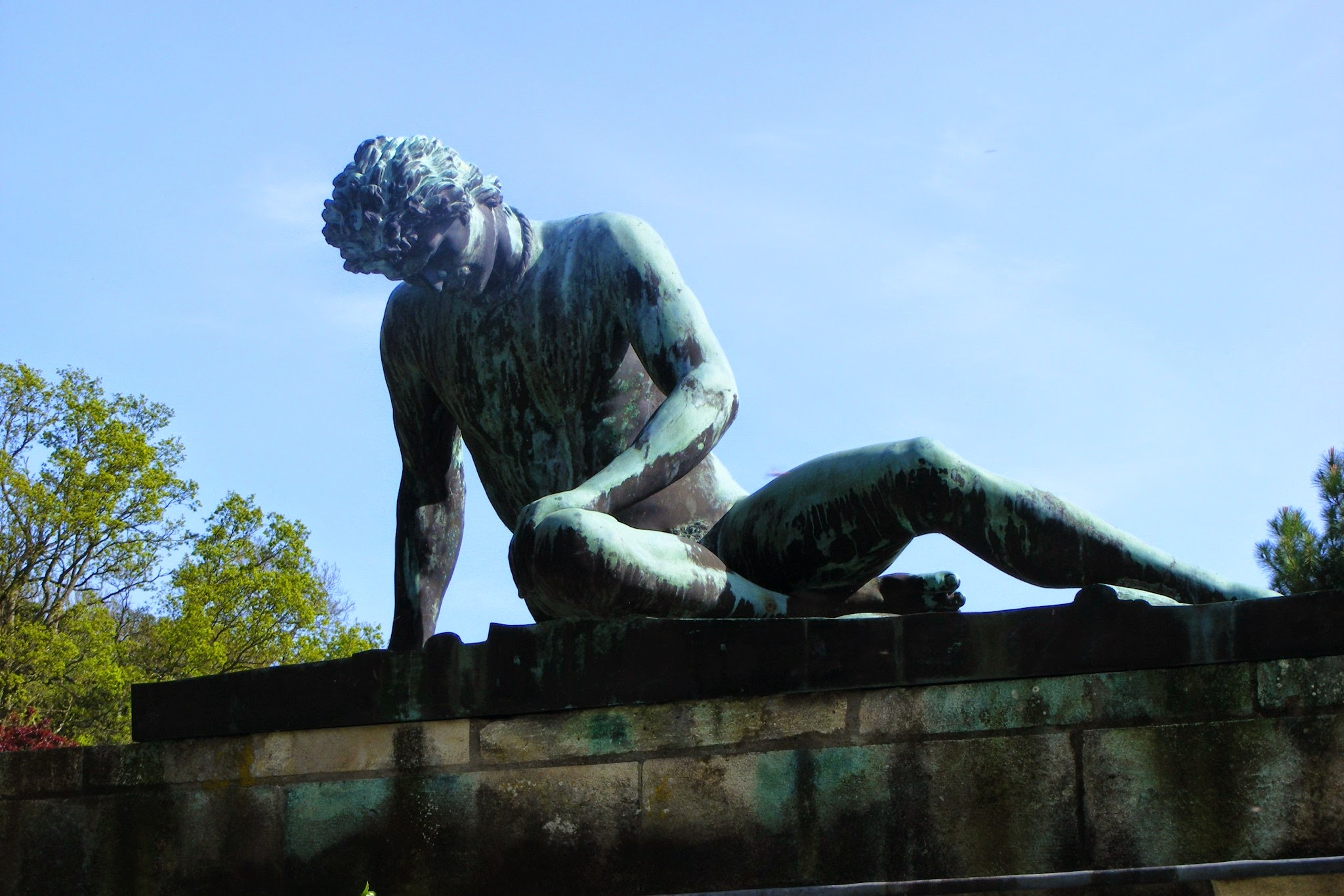
Cópia do Gaulês moribundo, Iford Manor, Wiltshire, Inglaterra

Vejo diante de mim o morto gladiador

Ele reclina sobre sua mão - viril fronte

Aceita a morte mas, da agonia conquistador,

Afunda devagar a cabeça pendente

E as últimas gotas de lado, pingando vagarosamente

Do rasgo vermelho, caem densas, uma por uma...

Inúmeras cópias da estátua foram encomendadas por reis, acadêmicos e ricos proprietários de terras. Thomas Jefferson queria o original ou uma cópia para sua propriedade em Monticello.
A estátua foi requisitada por Napoleão Bonaparte nos termos do Tratado de Campoformio (1797), durante sua invasão da Itália, e levada em triunfo para Paris, onde foi colocada em exposição. A peça foi retornada em 1816. Entre 2013 e 2014 a estátua fez parte de uma exposição na National Gallery of Art, em Washington, D.C., na primeira saída da Itália desde sua captura por Napoleão e subsequente retorno para o Museu Capitolino.